# Rey Jesús
Rey Jesús es una novela de ficción histórica escrita por el novelista y erudito británico Robert Graves y publicada en 1946. La obra no trata sobre la figura teológica de Jesucristo, sino sobre el Jesús histórico, el cual es presentado dentro de la obra como un profeta y taumaturgo judío, nieto por línea paterna de Herodes I el Grande y descendiente por línea materna de la dinastía de David, haciéndolo un legítimo heredero al trono de Israel.

## Argumento
Graves escribe en primera persona, como en la mayoría de sus novelas históricas, desde la perspectiva de un hombre llamado Agabo el Decapolitano, quien relata su historia en tiempos del emperador Domiciano. Agabo dice vivir en Alejandría y afirma ser depositario de una tradición conservada por la secta de los ebionitas. Según cuenta, los cristianos o crestianos (así los llama) gentiles han alterado la comprensión de Jesús como el rey legítimo de Israel.
Comienza el relato con la historia de María, perteneciente al linaje de la esposa del Rey David Michal, lo que la convierte en potencial legitima heredera al trono de David, por vía matrilineal directa.
Hija tardía de Ana y su supuesto padre Joaquín (sembrando la primera duda histórica, dejando entrever la no veracidad de su paternidad). En un intento de legitimar el linaje de Herodes, se pacta la boda en secreto entre María (virgen del Templo) y Antípater, hijo de Herodes, presentado como un hombre de nobles ideales, ambos consuman su matrimonio. Al enterarse de esto, Herodes lo hace ajusticiar por consideraciones místicas y María, embarazada, escapa. Quienes fueron testigos de la boda, integrantes de la corte de Herodes y partidarios de Antipater consiguen que un ciudadano justo llamado José, un artesano acomodado y viudo, sea el encargado de protegerla y para ello se casa con ella. Ante los eventos que desembocan en la Matanza de los Inocentes, José, María y el niño Jesús huyen a Egipto hasta la muerte de Herodes.
Ya adolescente, Jesús se presenta como alguien versado en las Escrituras y con un gran sentido moral. Reside en Nazaret con su familia y su madre le revela su verdadero origen. Luego es educado por los esenios en el desierto y finalmente bautizado por su primo Juan.
La vida pública de Jesús es tratada de manera diferente a la que aparece en los Evangelios, explicando esta discrepancia en la mixtificación llevada a cabo por la iglesia. En la novela, Jesús es tratado como un sabio y un taumaturgo; quien, como rey sagrado de Israel, se propone no solamente restaurar la monarquía, sin enfrentar a los romanos, sino liberar a la humanidad de la muerte por medio del ascetismo y la fidelidad a Dios. Finalmente, las acciones y la prédica de Jesús ocasionan la hostilidad de las autoridades judías, al tiempo que él mismo desespera de su misión. En un episodio inspirado en la profecía de Zacarías, Jesús intenta apresurar la llegada del Reino de Dios siendo apresado por sus enemigos quienes, a la vez, engañan a Judas Iscariote para que lo entregue.
Jesús es presentado ante el Sanedrín y luego ante Pilatos, quien reconoce su pretensión al trono pero lo desprecia por su simpleza (Crestos Ei, «qué hombre tan simple eres», le dice, de donde proviene el nombre de crestianos según Agabo). Pilatos lo remite a Herodes Antipas, su tío, quien se burla de Jesús, y luego lo condena a la crucifixión. Tras su muerte, según relata Agabo, la presencia de Jesús (a la manera de un daimon) continúa operando entre los seres humanos como una inspiración al bien.

## Historicidad
Gran parte de la novela se dedica a ilustrar las tesis de Graves sobre la religión matriarcal, el simbolismo del calendario y las fuentes mitológicas de la Biblia. Estas ideas son desarrolladas de manera teórica y con sus propios métodos del estudio comparativo de las religiones, en su libro La diosa blanca. En el «Comentario histórico» que el propio Graves escribió al final de la novela se indica que el autor se ha basado tanto en los evangelios canónicos como en los apócrifos, especialmente en el perdido Descenso de María, citado por Epifanio; además de Flavio Josefo, el Talmud y analogías con las mitologías griega y céltica. Al mismo tiempo declara que un comentario detallado escrito con el fin de justificar todos los puntos de vista heterodoxos dentro de la historia sería una obra de largo aliento, que no desea acometer. No obstante volvió a abordar el tema en una obra de investigación, escrita en colaboración con Joshua Podro y publicada en 1954, llamada: The Nazarene Gospel Restored.

## Obras similares
La sugerencia de Graves acerca de Jesús como descendiente de Herodes fue retomada por Graham Phillips en su libro: The Marian Conspiracy (2000) y es aceptada por Robert Eisenman en: James the Brother of Jesus: The Key to Unlocking the Secrets of Early Christianity and the Dead Sea Scrolls.
En 2010, el novelista e investigador aficionado Joseph Raymond escribió Herodian Messiah, una obra presentada como histórica, donde reitera la tesis de Graves; en este caso el padre de Jesús es Antípater, y su madre es Mariamne, supuesta hija de Antígono Matatías.